# Rogolji
Rogolji (en cirílico: Рогољи) es una aldea de la municipalidad de Gradiška, Republika Srpska, Bosnia y Herzegovina.

## Población
| Composición de la Población - Aldea de Rogolji | Composición de la Población - Aldea de Rogolji | Composición de la Población - Aldea de Rogolji | Composición de la Población - Aldea de Rogolji | Composición de la Población - Aldea de Rogolji |
| ---------------------------------------------- | ---------------------------------------------- | ---------------------------------------------- | ---------------------------------------------- | ---------------------------------------------- |
|                                                | 2013                                           | 1991                                           | 1981                                           | 1971                                           |
| Total                                          | 690                                            | 741 (100,0%)                                   | 764 (100,0%)                                   | 714 (100,0%)                                   |
| Varones                                        | 344                                            | -                                              | -                                              | -                                              |
| Mujeres                                        | 346                                            | -                                              | -                                              | -                                              |
| Bosniacos                                      | 29                                             | -                                              | -                                              | -                                              |
| Serbios                                        | 659                                            | 732 (98,79%)                                   | 749 (98,04%)                                   | 711 (99,58%)                                   |
| Croatas                                        | -                                              | 2 (0,270%)                                     | 2 (0,262%)                                     | 2 (0,280%)                                     |
| Bosnio                                         | -                                              | -                                              | -                                              | -                                              |
| Musulmanes                                     | -                                              | -                                              | -                                              | -                                              |
| Gitanos                                        | -                                              | -                                              | -                                              | -                                              |
| Bosnio Herzegovino                             | -                                              | -                                              | -                                              | -                                              |
| Macedonios                                     | -                                              | 1 (0,140%)                                     | -                                              | -                                              |
| Albaneses                                      | -                                              | -                                              | -                                              | -                                              |
| Yugoslavos                                     | -                                              | 3 (0,405%)                                     | 13 (1,702%)                                    | -                                              |
| Ukranianos                                     | -                                              | -                                              | -                                              | -                                              |
| Montenegrinos                                  | -                                              | -                                              | -                                              | -                                              |
| Eslovenos                                      | 1                                              | -                                              | -                                              | -                                              |
| Ortodoxos                                      | -                                              | 13 (3,342%)                                    | 3 (0,664%)                                     | 1 (0,177%)                                     |
| Otros                                          | -                                              | 4 (0,540%)                                     | -                                              | -                                              |
| Sin declarar                                   | -                                              | -                                              | -                                              | -                                              |
| Desconocidos                                   | -                                              | -                                              | -                                              | -                                              |